# Anaxagorea rheophytica
Anaxagorea rheophytica Maas & Westra – gatunek rośliny z rodziny flaszowcowatych (Annonaceae Juss.). Występuje endemicznie w Wenezueli, w stanie Amazonas. Gatunek ten jest jedyną rośliną reofityczną w całej Amazonii. 

## Morfologia
PokrójZimozielony krzew dorastający do 2 m wysokości.
LiścieMają kształt od eliptycznie owalnego do eliptycznego. Mierzą 5–8 cm długości oraz 0,5–1 cm szerokości.
KwiatySą pojedyncze. Rozwijają się w kątach pędów. Mają zielonkawą lub żółtawą barwę.
OwoceLekko owłosione mieszki o długości 15–18 mm.

## Biologia i ekologia
Rośnie na brzegach rzek. Występuje na terenach nizinnych.